# Vidovice
Vidovice es un pueblo de la municipalidad de Orašje, en el cantón de Posavina, Bosnia y Herzegovina.

## Superficie
Posee una superficie de 13,84 kilómetros cuadrados.

## Demografía
Hasta 2013 la población era de 1678 habitantes, con una densidad de población de 121,2 habitantes por kilómetro cuadrado.